# 歐化中文
歐化中文，又稱西化中文、西式中文泛指中文的文法、文筆、風格、用詞受歐洲語文尤其英文過分渲染，用詞冗赘、語病充斥、文句不通，失卻傳統中文的特色，常見於翻譯作品。但凡譯者直譯而忽略中文的章法、用詞習慣，則容易寫出西化中文。現代交流頻繁，習非成是，西化中文比比皆是。
西化中文諸如，使用形容詞時離不開「很」，如：He is tall→他很高、Many people→很多人，而且原用「很」的地方變由表示程度甚深的「非常」替而代之；英文泛指、虚化的you、we等照譯不誤（本應用無人稱）；在比較級一律加「更」字，甲比乙好看→甲比乙更好看；判断词「是」当成系词，或把「是……的」、「越来越……／愈加……」等表示强调、细微差别的句式滥用、通用在一般句子中；不顧文體詞彙而大肆雙音節化（甚至连成語俗語也用短语表达）；直照外文语法、词汇、修辞地翻译而不顧语顺与否，即使在翻译主宾谓结构、特有表达逻辑、方式等亦是如此。

## 歷史
二十世紀初，西風東漸，為反思中國文化發展，以魯迅為代表的一些中國文人希望以「直譯歐文句法」的方式改造中文，進而改造「中文思考方式」。魯迅謂︰「歐化文法的侵入中國白話的大原因，並非因為好奇，乃是為了必要。」中國音韻學家錢玄同，亦積極主張廢除漢字，改用歐洲的語文，並認為中國文字的意義太模糊，文法不精確，不足以「代表新世界」的進步思想。

## 批評
不少文人反对西化中文。翻譯家思果在《翻譯研究》一書指：「目前的翻譯已經成了另一種文字，雖然勉強可以懂，但絕對不是中文。」 詩人兼翻譯家余光中也在〈論中文的常態與變態〉一文指「一般人筆下的白話文，西化的病態日漸嚴重。……目前中文的一大危機，是西化。」香港學者陳雲也在著作《執正中文》、《中文解毒》中批评官僚西化中文。

## 举例

#### 抽象名詞作主語
英文常用抽象名詞作句子主語，例如謂，主語為，直譯為「他收入的減少」，是為抽象名詞；余光中認為「他收入的減少改變了他的生活方式」這種直譯太過西化，並指出中文多以具體名詞做主詞。上述改以「他」為主詞，即「他因為收入減少而改變生活方式」，是較自然的說法。

#### 濫用抽象動詞
將動詞變成抽象名詞，配以「萬能動詞」如「進行」、「作出」作片語。例如「聽眾對訪問教授『作出了』十分熱烈的『反應』」，「反應」原為動詞，但上句把「反應」變成抽象名詞，加上毫無意義的動詞「作出」，使到句子繁瑣。余光中認為，此句應當說成「聽眾對訪問教授『反應』十分熱烈」。

#### 濫用「一」字
受多數屈折語區分單複數影響，「He is a good man」常有譯如「他是一個好人」，或是簡化為「他是個好人」，而自然漢語應為「他是好人」。其他如「他是一位老師」等皆為歐化漢語。

#### 濫用「的」字
过度使用「的」字并不加節制，則會導致文意瑣碎、擾亂。余光中舉中國社會科學院文學研究所所長何其芳雨前的一段作例：
白色的鴨也似有一點煩躁了，有不潔的顏色的都市的河溝裏傳出它們焦急的叫聲。有的還未厭倦那船一樣的徐徐的劃行。有的卻倒插它們的長頸在水裏，紅色的蹼趾伸在尾後，不停地撲擊著水以支持身體的平衡。不知是在尋找溝底的細微的食物，還是貪那深深的水裏的寒冷。
用了16個「的」字，讀起來繁雜。其中「白色的鸭」、「徐徐的划行」、「深深的水」本可以說成「白鸭」、「徐徐划行」、「深水」。除了「西而不化」之外，英漢字典的編譯者把形容詞都用「的」來翻譯也會影響讀者思維，例如「beautiful」的辭典解釋總是「美麗的、美觀的、美好的」。此類詞多與「是」動詞一同造句，如「我的心情是緊張的（我心情緊張）」。

#### 濫用後綴「性」字
動詞、形容詞後綴「性」字而轉變為名詞，例如「危險性」、「藝術性」、「音樂性」、「影響性」、「中立性」、「永久性居民（永久居民）」等，甚至可能造成歧義和誤會，如「特殊性關係（性質特殊的關係）」、「房租必須一次性交一年（房租必須一次交整年）」等。

#### 濫用被動句
傳統中文不常用被動句，如「He is called…」只須譯為「他名為／名叫／人稱……」即可，但現常譯為「他被稱為……」。且「被」字帶貶意，「他被讚賞」可寫作「他獲讚賞」、「他受讚賞」、「他讓／令／為人讚賞」等等。而且除了「被」字之外，還有「受難」、「遇害」、「挨打」、「遭殃」、「經人指點」、「為世所重」等許多字詞可用。另外，英文當中的「Postage Paid」直譯「郵資已付」也顯得僵硬而歐化，中文思維應該是「郵資付訖」。

#### 濫用或直譯介詞
英文介詞（前置詞）有重要作用，但常搬到中文濫用，例如「關於他的申請，你看過了沒有？」、「由於他的家境貧窮，使得他只好休學」、「在某領域上……」、「把書本放在桌面上」、「某某是小說中的重要角色」。

#### 語意重疊
有時英文需要兩個或以上的詞語才能表達的詞意，翻譯成中文時能夠一個詞語就能表達，卻直譯成相應的中文詞語，例如把「Open Learning Institute」譯作「公開進修學院」，古德明認為其中的「Learning Institute」二詞合起來就是「學院」的意思，把「Learning」和「Institute」分別直譯成「進修」和「學院」，「進修」和「學」的意思就重疊了。

#### 詞彙鈍化
中文裡一些涵意有少許差異的詞彙與表達，英譯中時沒有相應的精準翻譯，或混淆了英文本字的涵意，反過來令中文鈍化單一，令行文用詞不能文隨意轉。例如「只好」、「情願」、「寧願」、「甘心」、「故意」、「被迫」、「只能」、「只有」、「惟有」等涵意具些微差別的詞彙，一些人以英文「choose」直譯而成的「選擇」取代；「及」、「與」、「和」、「同」、「跟」、「且」、「並」、「而」、「還有」、「以及」、「而且」，各詞意義用法不同卻有人不分；「罕」「凍」「微」替以「很少」「很冷」「很 小／輕 地」；「似」、「像」、「如」、「相像」、「如同」、「比如」、「好像」、「好似」、「好比」、「相似」、「恰似」、「正如」、「恰如」、「就像」、「就如」、「就如同」以及「……一樣」「……一般」等詞彙，大半混用而不知差別者不在少數。

#### 套公式般用詞
例如，直譯英文「further」為「進一步」，而不理上文下理。例如：「那幫小流氓進一步欺凌陳姓小販。」可寫為「那幫小流氓再三欺凌陳姓小販。」不同語境，應選用不同詞語，儘量避免套公式，一成不變。

#### 濫用虛詞「作為」
受英文影響，每每看到英文「as」，一律譯成「作為」，而不加思索所要表達之內容。中文自有一套表達方法，「為師者」、「做人媳婦」、「貴為九五之尊」、「身為部門主管」、「做丈夫的」、「做妻子的」等等，無須每事每物都「作為」一番。

#### 英文副詞「better」
濫譯為「更好地」，如「為更好地認識有機農作物」、「為更好地發展個人事業」。合乎中文章法之寫法為：「為加深認識有機農作物」、「為個人事業更上一層樓」。

#### 副詞必定加「地」
受英文副詞多數加「-ly」影響，逢副詞必定加上「地」字，如「慢慢地走」、「小聲地說話」；傳統中文只寫作「慢慢走」、「小聲說話」。

#### 眾數一律加「們」
舉例：「女士們、先生們」;「同志們、朋友們」;「球星們」;「護士們」等等。白話中文，使用「們」字作眾數名詞，雖無可避免，也應適可而止，切勿濫用，句句與西文對應（有意見認為「們」字只可用於代名詞「你」、「我」、「他／她」等成後綴，不應用於其他人物類名詞後）。眾數名詞在中文之表達方式，尚有「諸」、「諸君」、「各位」、「列祖列宗」、「群醫」、「眾人」、「民眾」、「大家」、「吾輩」、「吾等」、「眾卿家」等。

#### 濫用科學名詞
一般言談間毋須每每刻意套用高度、強度等科學名詞。中文講求陰陽平衡，正反兩面一詞包攬，如高低、強弱、高下立見，不會偏頗於高者、強者。

#### 英文副詞「through」
英文句字有虛有實，「through」往往為虛，中文常譯為「透過」。「透過」一詞，中文裡實有所指，強而有力。翻譯家思果在《翻譯新究》一書指出，「He delivered the speech through an interpreter.」西化漢譯為「他透過傳譯發表演講。」，而較自然的中文是「他發表演講，有人替他傳譯。」。基督宗教禮儀中有段祈禱文：Through Him, with Him, in Him, ……藉著基督，偕同基督，在基督內……。毋須用「透過」基督。

#### 複句中分句倒序
漢語複句與英語從句習慣語序不同。若表達轉折關係，英語兼有「甲，although乙」或「Although乙，甲」兩種。而漢語本鮮有「甲，雖然乙」之說法。近年此類歐式漢語有增多之勢。假設、條件複句等亦有此現象。

#### 條件狀語從句後置
漢語表假設的「如果」多放在主句前，但英文對應的「if」可放在主句前或後，許多科學家在翻譯或写作時照搬英文格式將後置的if对應的「如果」後置，令文章違反漢語語序，如梁灿彬、周彬所寫的《微分几何入门与广义相对论》一書，通篇使用這種錯誤語序。

#### 「最『什麼』之一」
有些譯者將英文「One of the most…」直譯成「最『什麼』之一」。余光中认为此句問題是「最」已经讚對象至高無上，又用「之一」稍為貶抑但又不註明頭幾位，即是第尾都可以說是最好之一，导致句子没有明确含义。并认为应该将「最『什麼』之一」改为中文固有四字詞，如將「最出名之一」改成赫赫有名、「最優秀之一」改成鶴立雞群、「最討厭之一」改成神憎鬼厭。

### 書籍
- 《鲁迅的欧化文字──中文欧化的省思》 ISBN 978-957-496-453-6